# 秩父警察署
秩父警察署（ちちぶけいさつしょ）は、埼玉県秩父市にある、埼玉県警察が管轄する警察署の一つ。署長は警視。

## 所在地
- 埼玉県秩父市上宮地町29番2号

## 管轄区域
- 秩父市のうち
  - 旧秩父市、旧秩父郡荒川村・大滝村（旧吉田町域は小鹿野警察署の管轄）
- 秩父郡横瀬町・皆野町・長瀞町

## 沿革
- 平成3年3月14日 - 山岳救助隊が発足する。（隊長は秩父警察署地域課長が兼務し、隊員は人命救助等の訓練を受けた秩父警察署員及び隣接する小鹿野警察署員30名で構成）

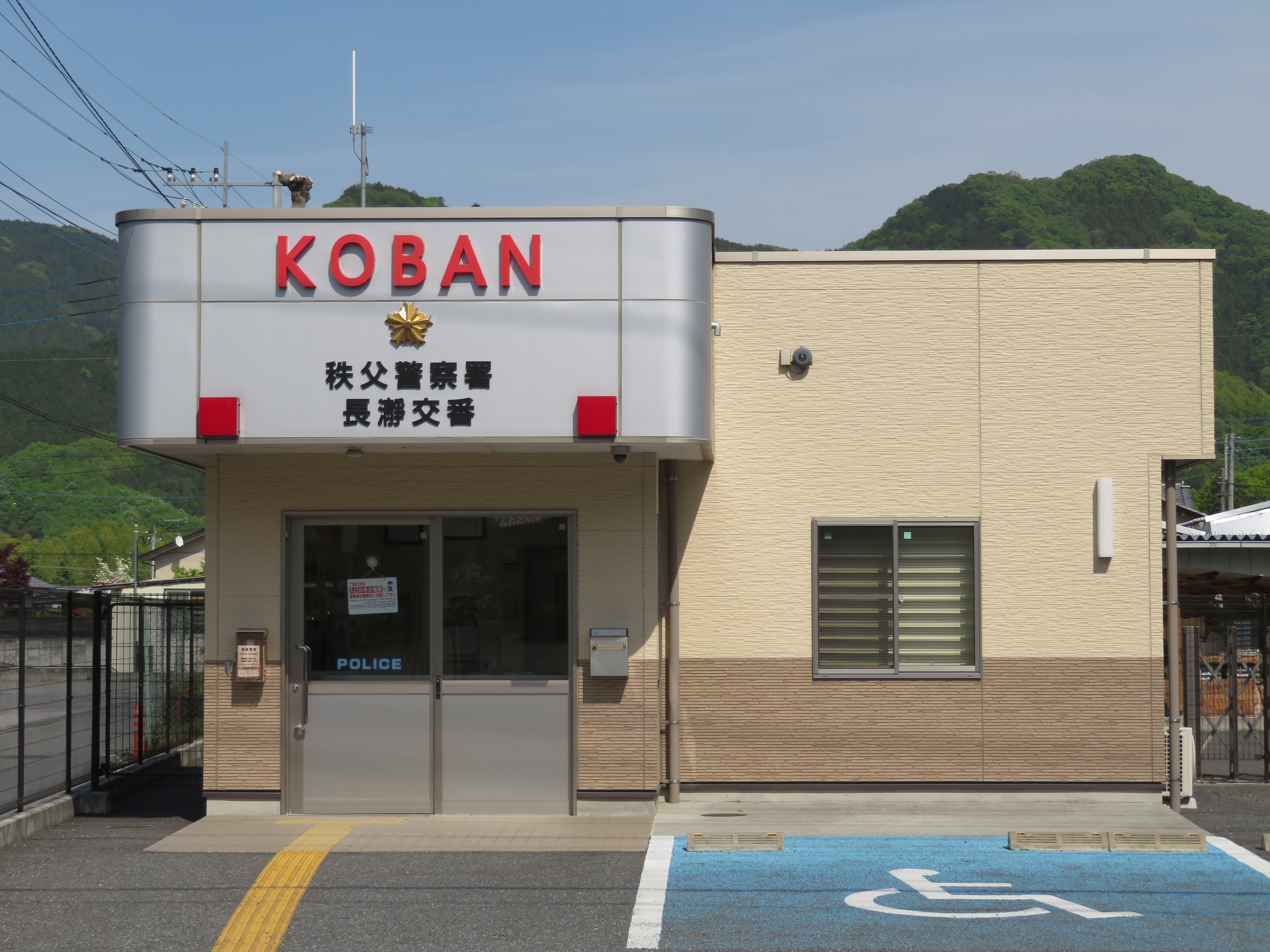
平成25年3月 - 長瀞駐在所、野上駐在所、樋口駐在所を統合し、秩父郡長瀞町大字本野上678番地（野上駐在所所在地）に長瀞交番を新設する。
- 2028年度予定(2025年1月現在) - 小鹿野警察署が統合される[1]。

## 交番
秩父市

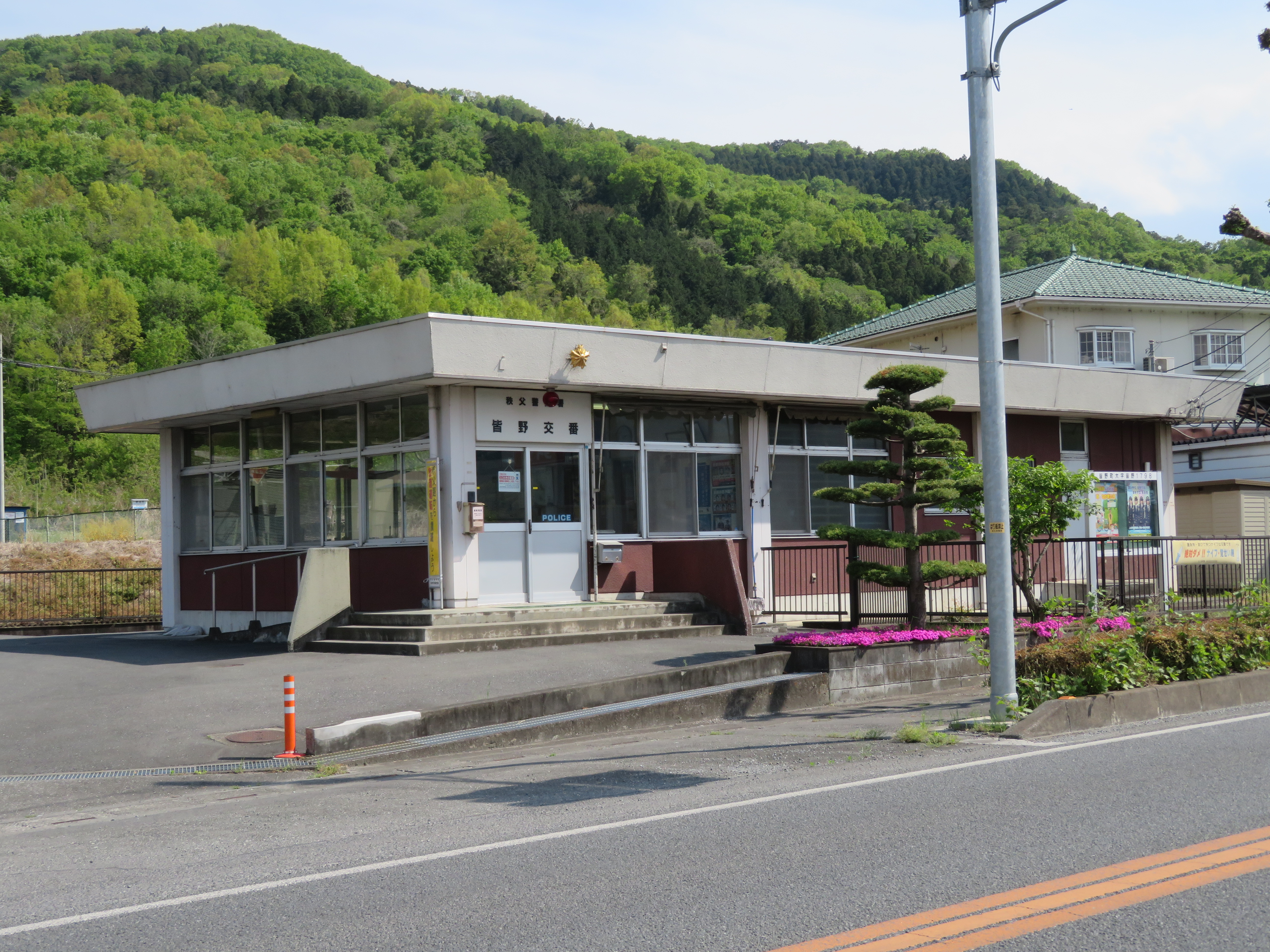
秩父駅前交番 （宮側町1番10号）
- 西武秩父駅前交番 （野坂町1丁目16番15号）

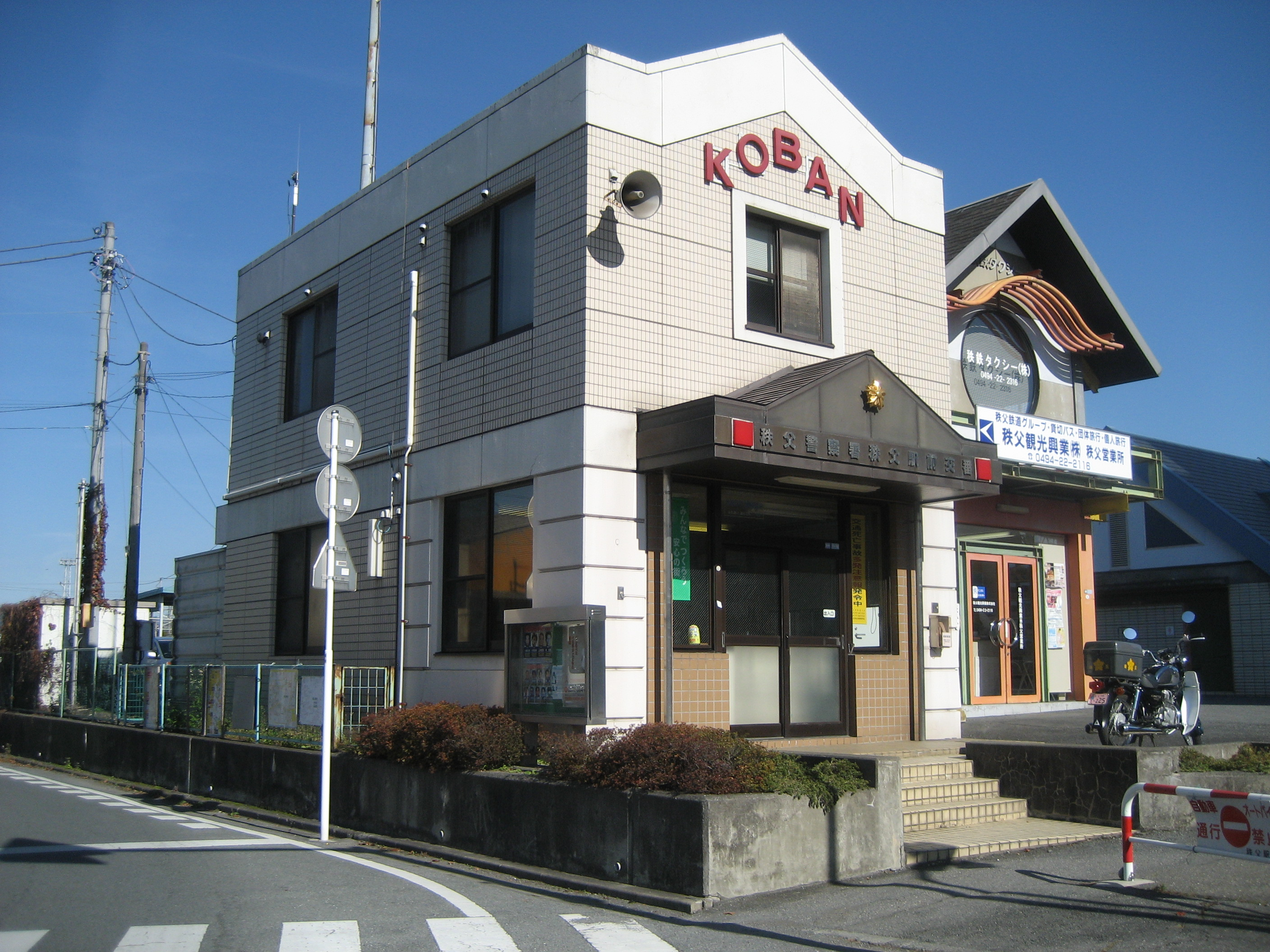
秩父駅前交番

皆野町
- 皆野交番 （大字皆野1798番地5）

- 皆野交番

長瀞町
- 長瀞交番 （大字本野上678番地）

- 長瀞交番

## 駐在所
秩父市
- 尾田蒔駐在所 （寺尾1437番地2）
- 原谷駐在所 （大野原1525番地2）
- 高篠駐在所 （山田160番地3）
- 大田駐在所 （太田2115番地2）
- 影森駐在所 （下影森1099番地1）
- 中川駐在所 （荒川上田野1638番地7）
- 三峰口駐在所 （荒川贄川703番地4）
- 大滝駐在所 （大滝892番地3）
- 中津川連絡派出所 （中津川450番地）

横瀬町
- 横瀬駐在所 （大字横瀬2094番地1）
- 芦ヶ久保駐在所 （大字芦ヶ久保604番地4）

皆野町
- 国神駐在所 （大字国神652番地4）

## 過去に設置されていた駐在所
- 野上駐在所：平成25年3月に長瀞駐在所、樋口駐在所と統合のうえ長瀞交番に改称。
- 長瀞駐在所（大字長瀞）：平成25年3月に野上駐在所、樋口駐在所と統合し廃止。
- 樋口駐在所（大字野上下郷1444）：平成25年3月に野上駐在所、長瀞駐在所と統合し廃止。